# Myxobacteria
Die Myxobacteria oder Myxobakterien (wissenschaftlich: Myxococcales) sind eine Ordnung der Bakterien. Sie leben vor allem im Boden und stehen im Übergang von einzelliger zu mehrzelliger Lebensweise.
Sie werden in der (autoritativen) List of Prokaryotic names with Standing in Nomenclature (LPSN) der Klasse Deltaproteobacteria innerhalb des Phylums Pseudomonadota (Proteobakterien) zugerechnet, einer großen Gruppe gramnegativer Bakterien.
In der Taxonomie der Genome Taxonomy Database (GTDB) und des National Center for Biotechnology Information (NCBI) gehören nach einer Reorganisation die Myxococcales zu einer eigenen Klasse Myxococcia in einem eigenen Phylum Myxococcota.

## Eigenschaften, Lebensweise
Myxobakterien besitzen keine Geißeln, können sich aber über feste Oberflächen aktiv durch Gleiten bewegen. Sie bilden Schwärme aus tausenden Zellen, die durch interzelluläre Signale (Botenstoffe) zusammengehalten werden. Es wird vermutet, dass die hohe Zahl an Individuen die Ernährung von anderen Mikroorganismen und ungelösten organischen Verbindungen erleichtert, da so die Konzentration der abgegebenen Verdauungsenzyme erhöht wird. Der Mechanismus des Gleitens ist noch nicht bekannt.
Wenn die Nahrung knapp wird, strömen die Zellen durch Chemotaxis zusammen und bilden „Fruchtkörper“. Diese Fruchtkörper können je nach Art verschiedene Formen und Farben annehmen. In den Fruchtkörpern bilden die Zellen zunächst längliche vegetative Zellkörper, die sich dann unter Ausbildung dicker Zellwände zu runden Myxosporen entwickeln. Diese Sporen sind vor Austrocknung geschützt und haben nur geringen Stoffwechsel. Als Ruhestadien können sie überdauern, bis sich die Nahrungsverhältnisse verbessern. Die Fähigkeit zur Fruchtkörperbildung besitzen die meisten, aber nicht alle Myxobakterien. Anaeromyxobacter dehalogenans ist beispielsweise ein obligat anaerob lebender Vertreter, bei dem bisher keine Fruchtkörper nachgewiesen werden konnten. Unter Laborbedingungen können einige Myxobakterien durch Zugabe von Glycerin, Dimethylsulfoxid (DMSO) und anderen Stoffen zur Sporenbildung veranlasst werden, ohne dass zuvor Fruchtkörper gebildet werden. Die Art und Weise, wie diese Stoffe das genetische Programm zur Sporulation aktivieren, ist noch nicht bekannt.
Die Lebensweise, insbesondere die Fruchtkörperbildung, ähnelt der von eukaryotischen Schleimpilzen, ein Beispiel für konvergente Entwicklung.
Aufgrund ihres komplexen Lebenszyklus sind Myxobakterien Gegenstand verschiedener Forschungsvorhaben. Die Genome einiger Vertreter wurden sequenziert (u. a. Myxococcus xanthus, Anaeromyxobacter dehalogenans, Stigmatella aurantiaca und Sorangium cellulosum). Die Myxobakterien haben – im Vergleich zu anderen Prokaryonten – sehr große Genome, die aus durchschnittlich 9–12 Millionen Basenpaaren bestehen. Das Genom von Minicystis rosea ist mit mehr als 16 Millionen Basenpaaren das größte aller bisher (2020) sequenzierten bakteriellen Genome. Das Genom von Sorangium cellulosum ist mit mehr als 13 Millionen Basenpaaren ebenfalls überdurchschnittlich groß. Deshalb sind die Myxobakterien auch evolutionsgeschichtlich interessant.

## Bedeutung
Myxobakterien produzieren eine Reihe medizinisch und industriell nützlicher chemischer Stoffe, beispielsweise Antibiotika und Proliferationshemmer für die Krebsbekämpfung (Epothilone).
Die weltweit größte Sammlung von Myxobakterien befindet sich bei der Deutschen Sammlung von Mikroorganismen und Zellkulturen (DSMZ) in Braunschweig.

## Systematik
Die Ordnung Myxococcales wird nach der LPSN in folgende Familien unterteilt (Stand 21. Dezember 2023):
- Anaeromyxobacteraceae Yamamoto et al. 2014
- Archangiaceae Jahn 1924, synonym: Cystobacteraceae (mit Anaeromyxobacter dehalogenans und Stigmatella aurantiaca)
- Kofleriaceae Reichenbach 2007, synonym: Haliangiaceae Waite et al. 2020
- Labilitrichaceae Yamamoto et al. 2014
- Myxococcaceae Jahn 1924 (mit Myxococcus xanthus)
- Nannocystaceae Reichenbach 2006
- Phaselicystaceae corrig. Garcia et al. 2009 (mit Schreibvariante Phaselicystidaceae Garcia et al. 2009)
- Polyangiaceae Jahn 1924 (mit Sorangium cellulosum)
- Sandaracinaceae Mohr et al. 2012
- Vulgatibacteraceae Yamamoto et al. 2014